# Białkowo (województwo kujawsko-pomorskie)
Białkowo – wieś w Polsce położona w województwie kujawsko-pomorskim, w powiecie golubsko-dobrzyńskim, w gminie Golub-Dobrzyń.

## Podział administracyjny
W latach 1975–1998 miejscowość administracyjnie należała do województwa toruńskiego.

## Demografia
Według Narodowego Spisu Powszechnego (III 2011 r.) wieś liczyła 486 mieszkańców. Jest piątą co do wielkości miejscowością gminy Golub-Dobrzyń.

## Położenie
Przez miejscowość przebiega droga wojewódzka nr 534.

## Wiek XVI
W 1564 r. Białkowo należało do szlacheckiej rodziny Białkowskich herbu Rogala, która swe nazwisko przyjęła od nazwy owej posiadłości. Rodzina Białkowskich herbu Rogala była gałęzią szlacheckiej rodziny Siecińskich z Siecina vel Siecinia pod Dobrzyniem nad Wisłą, z których wywodzą się Krasiccy vel Siecińscy z Siecinia. Pochodziła ona od Jakuba Siecińskiego, dziedziczącego na Białkowie. Sieciński pierwszy zaczął pisać się Białkowskim, żoną jego była Anna Grodzieńska, współdziedziczka części wsi Grodzień. Miał z nią syna Tomasza Białkowskiego (1564-1568), dziedzica Białkowa i części Płonka. W 1564 r. Tomasz zapłacił pobór generalny z 1 łanu znajdującego się w Białkowie oraz z 1 łanu w sąsiednim Płonku (wieś należała podówczas do parafii Płonne). W 1567 r. Katarzyna Sarnowska, córka Jakuba Siecińskiego z Białkowa skwitowała swego brata Tomasza Białkowskiego z sukcesji po rodzicach.